# ハリー・ルンダール
ハリー・シグルド・ルンダール（Harry Sigurd Lundahl、1905年10月16日 - 1988年3月2日）は、スウェーデン・ヘルシンボリ出身の元同国代表サッカー選手、元サッカー指導者。ポジションはFW。

## 経歴
現役時代はストライカーとしてプレーし、ヘルシンボリIF所属時代の1929シーズンと1930シーズンにアルスヴェンスカン得点王に輝いた。また、スウェーデン代表のメンバーとして1934 FIFAワールドカップにも参加したが、出場機会は無かった。現役引退後は指導者となり、古巣ヘルシンボリIFやマルメFF、スウェーデン代表監督などを歴任した。
1988年3月2日、エシルストゥーナにて死去した。

## タイトル

### クラブ
ヘルシンボリIF
- アルスヴェンスカン : 2回 (1928-29, 1929-30)

### 個人
- アルスヴェンスカン得点王 : 2回 (1928-29, 1929-30)